# Axel Sparre

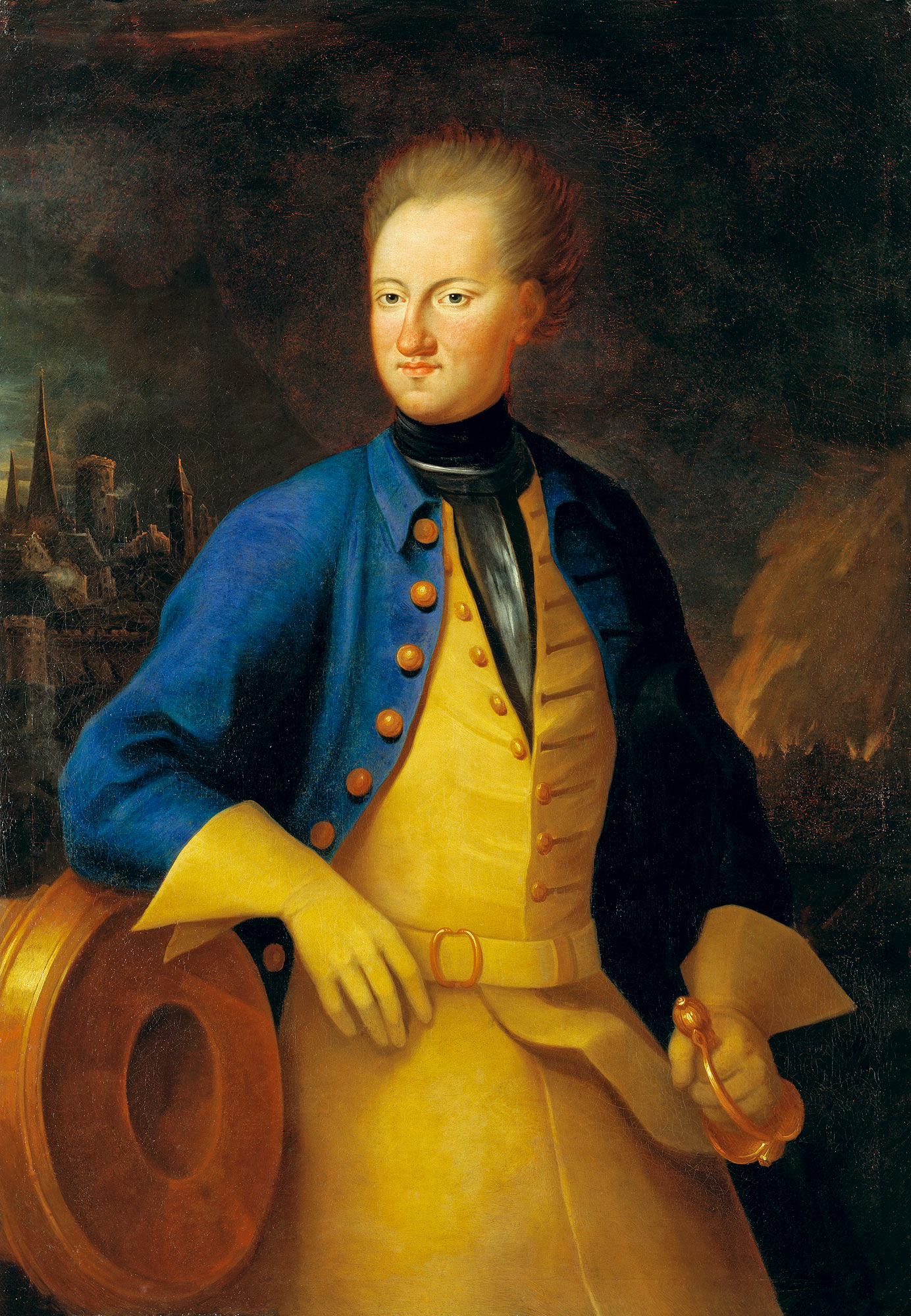
Portret van Karel XII

Axel Sparre (Visby, 1652 – Östergötland, 1728) was een Zweeds graaf, veldmaarschalk en getalenteerd amateurschilder. Zo schilderde hij onder meer een portret van de Zweedse Koning Karel XII (1682-1718).

## Levensloop
Axel Sparre was een zoon van Axel Karlsson Sparre en Margaretha Oxenstierna en daarmee een telg uit twee van de oudste Zweedse adellijke families. Hij startte zijn militaire carrière in het Deense leger maar ging in 1675 in Zweedse dienst. Hij vocht in de Schoonse Oorlog (1674-1679) en onderscheidde zich in de Grote Noordse Oorlog door zijn moed. Hij werd bevorderd tot generaal-majoor en voerde tijdens de Slag bij Poltava het bevel over een van de vier colonnes (bestaande uit vijf bataljons) infanterie van het Zweedse leger. Hij wist aan gevangenschap door het Russische leger te ontkomen en volgde zijn vorst, koning Karel XII naar het Ottomaanse Rijk. Daar kwam hij voor korte tijd in Turkse gevangenschap. In 1719 keerde hij terug naar Zweden maar werd door Karel XII tot persona non grata verklaard, naar verluidt vanwege zijn vrolijke karakter en gevoel voor humor. Na de dood van Karel XII werd hij in ere hersteld door zijn opvolger Frederik I van Zweden en gepromoveerd tot veldmaarschalk. Axel Sparre stierf kinderloos op 31 mei 1728.